# Liste der chinesischen Botschafter in Indien
Die Botschaft befindet sich in Neu-Delhi.

## Geschichte
Die offiziellen diplomatischen Beziehungen begannen während des Zweiten Weltkrieges in den 1940er Jahren, als Indien noch unter britischer Herrschaft stand.
Vom 4. bis 21. Februar 1942 besuchte Chiang Kai-shek mit seiner Frau Wang Chong Hui und Attaché Zhang Daofan, Neu-Delhi in Britisch-Indien, hatte am 9. Februar eine Audienz beim Vizekönig von Indien Victor Hope, 2. Marquess of Linlithgow und traf in Kalkutta, Mohandas Karamchand Gandhi.
Nachdem chinesische Truppen für den Burmafeldzug in Britisch-Indien trainiert wurden, erteilten die britischen Kolonialbehörden im Mai 1942 Chun-Chien Pao (* 1898 in Jiangsu) Exequatur als Generalkonsul in Kalkutta ebenso wurde ein chinesisches Konsulat in Bombay eingerichtet. In Neu-Delhi etablierte sich 1942 ein Büro des chinesischen Bevollmächtigten (Chinese Commissioner Office). Nach der Unabhängigkeit Indiens 1947 nahm dieses im Jahr 1950 diplomatische Beziehungen mit der Regierung in Peking auf.
Nach dem Indisch-Chinesischen Grenzkrieg von 1962 war die Volksrepublik China 1962 bis 1976 nur durch einen Geschäftsträger in Neu-Delhi vertreten.
| Ernennung     | Akkreditierung | Botschafter    | Hochchinesisch | Bemerkungen | chinesischer Premierminister | indische Premierminister               | Posten verlassen |
| ------------- | -------------- | -------------- | -------------- | --- | ---------------------------- | -------------------------------------- | ---------------- |
| 3. Apr. 1942  |                | Shen Shih-hua  | 沈士华         | Chinesischer Bevollmächtigter in Indien; Sitz im Jind House, Lytton Road, Neu-Delhi (* 1901 in Zhejiang) Bachelor der Saint John’s University (Shanghai), studierte an der Friedrich-Wilhelms-Universität Berlin, 1933 leitete er im Kommunikationsministerium die Verwaltungsabteilung. 1935: Konsul in Hamburg, 1942 leitete er die Zollstation Rangun (Burma), August 1945: Generalsekretär der Gemeindeverwaltung von Groß Shanghai | Chiang Kai-shek              | Victor Hope, 2. Marquess of Linlithgow | 18. Okt. 1945    |
| 25. Feb. 1947 | 17. Mai 1947   | Luo Jialun     | 罗家伦         | Botschafter; Lou Chia-lun (Lou Jialun, *1896–1969), chin. Hochschulleiter | Chang Ch’ün                  | Jawaharlal Nehru                       | 2. Mai 1950      |
| 1. Apr. 1950  | 18. Sep. 1950  | Yuan Zhongxian | 袁仲賢         | (1904–1957) ab 1955 konsekutiv auch in Kathmandu akkreditiert. | Zhou Enlai                   | Jawaharlal Nehru                       | 9. März 1956     |
| 9. März 1956  | 17. Apr. 1956  | Pan Zili       | 潘自力         | 1955–1956 Botschafter in Pjöngjang, 1956 bis 1960 konsekutiv in Kathmandu akkreditiert, 1962–1966: Botschafter in Moskau. | Zhou Enlai                   | Jawaharlal Nehru                       | 18. Juli 1962    |
| 1962          |                | Ye Chengzhang  | 叶成章         | Geschäftsträger; 1962: Indisch-Chinesischer Grenzkrieg, 1973–1977: Botschafter in Rangun (Myanmar), 1977–1982: Botschafter in Kuala Lumpur | Zhou Enlai                   | Jawaharlal Nehru                       | 1963             |
| 1963          |                | Chen Zhaoyuan  | 陳肇源         | Geschäftsträger; Verhandlungen über die Rückgabe von Nan Qiao durch die indische Regierung. 1967 und 1968 wurden Angriffe auf die chinesische Botschaft in Neu-Delhi verzeichnet, 1967 wies die indische Regierung einen chinesischen Diplomaten aus, 1968 ließ die indische Regierung den chinesischen Botschafter verhaften | Zhou Enlai                   | Jawaharlal Nehru                       | 1970             |
| 1970          |                | Huang Mingda   | 黄明达         | Geschäftsträger; 1973–1977: Botschafter in Colombo, konsekutiv in Malé akkreditiert, 1977–1979: Botschafter in Kabul | Zhou Enlai                   | Indira Gandhi                          | 1971             |
| 1971          |                | Liu Fangpu     | 刘芳圃         | Geschäftsträger; 1984–1987: Botschafter in Malabo (Äquatorialguinea) | Zhou Enlai                   | Indira Gandhi                          | 1972             |
| 1972          |                | Ma Muming      | 马牧鸣         | Geschäftsträger; vertrat am 2. Juni 1974 die chinesische Regierung bei der Krönung von Jigme Singye Wangchuck König von Bhutan Jigme Singye Wangchuck.1976–1980 : Botschafter in Madrid, 1981–1984: Botschafter in Kathmandu. | Zhou Enlai                   | Indira Gandhi                          | 1976             |
| 1. Sep. 1976  | 20. Sep. 1976  | Chen Zhaoyuan  | 陳肇源         | Botschafter; 1971–1973 Botschafter in Rangun (Myanmar), 1973–1976 Botschafter in Madrid. | Hua Guofeng                  | Indira Gandhi                          | 1. Dez. 1979     |
| 1. März 1980  | 4. März 1980   | Shen Jian      | 申健           | 1960–1964: Botschafter in Havanna. | Zhao Ziyang                  | Indira Gandhi                          | 11. Juli 1984    |
| 1. Nov. 1984  | 30. Nov. 1984  | Li Lianqing    | 李連慶         | | Zhao Ziyang                  | Rajiv Gandhi                           | 1. Apr. 1987     |
| 1. Juli 1987  | 31. Juli 1987  | Tu Guowei      | 屠國維         | 1984–1987: Botschafter in Kathmandu. | Li Peng                      | Rajiv Gandhi                           | 1. Aug. 1991     |
| 3. Sep. 1991  |                | Cheng Ruisheng | 程瑞聲         | 1987–1991: Botschafter in Rangun (Myanmar), | Li Peng                      | P. V. Narasimha Rao                    | 1. Nov. 1994     |
| 13. Jan. 1995 |                | Pei Yuanying   | 裴遠穎         | 1987–1992: Botschafter in Warschau, ab 1991 konsekutiv in Vilnius akkreditiert. | Li Peng                      | P. V. Narasimha Rao                    | 1. März 1998     |
| 16. Apr. 1998 | 1. Juni 1998   | Zhou Gang      | 周剛           | | Zhu Rongji                   | Atal Bihari Vajpayee                   | 1. Juni 2001     |
| 12. Sep. 2001 | 14. Sep. 2001  | Hua Junduo     | 華君鐸         | | Zhu Rongji                   | Atal Bihari Vajpayee                   | 1. Nov. 2004     |
| 17. Jan. 2005 | 18. Jan. 2005  | Sun Yuxi       | 孫玉璽         | | Wen Jiabao                   | Manmohan Singh                         | 1. Dez. 2007     |
| 25. März 2008 | 18. Dez. 2007  | Zhang Yan      | 張炎           | (* 3. November 1950) | Wen Jiabao                   | Manmohan Singh                         |                  |
| Sep. 2014     |                | Le Yucheng     |                | (* Juni 1963 in Jiangsu) 2013–2014: Botschafter in Kasachstan | Li Keqiang                   | Narendra Modi                          |                  |